# Indobanalia thyrsiflora
Indobanalia es un género  de  fanerógamas de la familia Amaranthaceae. Su especie tipo: Indobanalia thyrsiflora, es originaria de la India.

## Taxonomía
Indobanalia thyrsiflora fue descrita por  (Moq.) A.N.Henry & B.Roy y publicado en Bulletin of the Botanical Survey of India 10: 274. 1969.
Sinonimia
- Banalia thyrsiflora Moq.[2]